# NNN24ふるさとニュース
NNN24ふるさとニュースはNNN24（現・日テレNEWS24、CS放送）とBS日テレ（一部時間帯のみ）で2005年11月4日まで毎週平日深夜に放送された番組。初回放送は0:00～1:00（再放送は2:30～3:30）また、日曜早朝には「ふるさとニュース特集（特集を編集したもの）」も放送されていた。
BS日テレは初回放送（開始当初は行われていた）ではなく、再放送を放送していることが多い。
また地上波でも深夜にNNN24を放送している局も多くあるので、一部ではこの番組を見られる場合がある（地上波でのNNN24放送時間は局や日時によって異なる。また一部局はNNN24は放送していない）
日本テレビ系列のニュース配信網NNNに加盟している放送局の中から、福岡放送、読売テレビ放送、中京テレビ放送、札幌テレビ放送の夕方のニュースワイド番組のダイジェスト版を放送していた。案内役は日本テレビのアナウンサーが務めた。
日曜朝5:00-6:00において、特集部分のみで構成した『ふるさとニュース特集』を放送していた時期もあった。
NNN24の番組改編に伴い2005年11月7日より放送時間22:00からに変更、また放送局の数を増やし、番組名も「ウォッチ・ザ・にっぽん列島」として新しくスタートする。

## 放送番組
- 福岡放送「めんたいワイド」
- 読売テレビ放送「ニューススクランブル」
- 中京テレビ放送「中京テレビニュースプラス1」
- 札幌テレビ放送「どさんこワイド（18時台ローカルニュース）」